# Kazimierz Mazur (1948–2022)
Kazimierz Mazur (ur. 2 grudnia 1948 we Wrocławiu, zm. 6 września 2022) – polski aktor filmowy, teatralny i dubbingowy.

## Życiorys
W 1974 ukończył studia w Państwowej Wyższej Szkole Teatralnej w Warszawie. Popularność przyniosła mu rola Tomaszka Niechcica w filmie i serialu Noce i dnie.

## Życie prywatne
Jego pierwszą żoną była impresario Beata Bogdańska-Mazur. Ich synem jest Kazimierz Mazur, również aktor. Drugą żoną była kompozytorka Katarzyna Gärtner, z którą mieszkał w Komaszycach pod Końskimi.
Był rodzimowiercą, współzałożycielem zarejestrowanego w 1995 r. Rodzimego Kościoła Polskiego, w którym pełnił rolę ofiarnika oraz w różnych okresach funkcję członka Rady RKP, Sekretarza Generalnego oraz Skarbnika. Sprawował nadzór merytoryczny nad znowelizowaną w 2013 r. broszurą programową związku. Przyczynił się, zwłaszcza w ramach trwającego projektu Rodzimowiercy na swoim, do zakupu i powstania pierwszych w powojennej Polsce powszechnych, publicznie dostępnych, rodzimowierczych miejsc kultu w:
- Małej Wsi (powiat miński), od 25 lutego 2019 r.;
- Barchowie (powiat węgrowski), od 21 maja 2022 r.[10]

Jego pogrzeb odbył się 14 września 2022 r. w Wołominie w obrządku słowiańskim.

## Filmografia
- 2014–2022: Barwy szczęścia jako Tomasz Wiśniewski
- 2008: Trzeci oficer jako strażnik
- 2002: Zemsta jako Serwacy, służący Cześnika
- 2002: Wiedźmin jako oberżysta
- 2001: Marszałek Piłsudski jako Kowal
- 2000–2006: Plebania jako Marcinak
- 2000: Sukces jako kolega zabitego bandyty, Stanisława Brusia
- 1999: Na plebanii w Wyszkowie 1920 jako żołnierz Armii Czerwonej
- 1996: Awantura o Basię
- 1995: Gracze jako taksówkarz na Okęciu
- 1995: Sukces... jako Jerzy Jaroń, właściciel firmy „J&J” szmuglującej elektronikę z Hongkongu
- 1994: Panna z mokrą głową jako stajenny w majątku Borowskich
- 1994: Panna z mokrą głową (serial) jako stajenny w majątku Borowskich
- 1994: Spółka rodzinna jako oskarżony „kłusownik”
- 1993–1994: Bank nie z tej ziemi jako komisarz policji
- 1993: Skutki noszenia kapelusza w maju jako dozorca
- 1993: Łowca. Ostatnie starcie jako policjant
- 1993: Kraj świata jako mężczyzna w łańcuchu
- 1993: Goodbye Rockefeller jako Słowik, właściciel zajazdu
- 1993: Człowiek z... jako esbek
- 1993: Czterdziestolatek. 20 lat później jako pielęgniarz Janek na pogotowiu
- 1992: Wiatr ze wschodu (Vent d’est) jako właściciel hotelu
- 1991: Rozmowy kontrolowane jako żołnierz patrolujący plac Trzech Krzyży w sylwestra
- 1989: Po upadku. Sceny z życia nomenklatury
- 1988–1991: Pogranicze w ogniu jako technik w centrali telefonicznej w Jenie
- 1988–1991: W labiryncie jako pan Kazio, dozorca w bloku Durajów
- 1977: Wakacje jako student w pociągu
- 1976: Daleko od szosy jako Mirek Boczewski (kolega Leszka z wojska)
- 1975: Dyrektorzy jako Ostronosy
- 1975: Noce i dnie jako Tomasz Niechcic, syn Barbary i Bogumiła
- 1973: Wielka miłość Balzaka jako członek służby Hańskich

### Gościnnie
- 2010: Chichot losu jako Mytnik (odc. 6 i 12)
- 2011: Układ warszawski jako mężczyzna kwiaciarki (odc. 3)
- 2009: Blondynka jako chłop z buhajem (odc. 6 i 10)
- 2007–2010: Odwróceni jako strażnik
- 2007: Hela w opałach jako pijaczek w pubie
- 2007: Benek – właściciel rzeźni
- 2007: Ballada o Piotrowskim jako Bębenek
- 2005: Boża podszewka II jako repatriant
- 2004–2006: Kryminalni jako strażnik parkingu (odc. 12); Bęben (odc. 51)
- 2006: Fałszerze – powrót Sfory jako strażnik w firmie Gozdawy
- 2005–2007: Pitbull (serial tv) jako pijak
- 2003: Na Wspólnej jako właściciel autokomisu
- 1999–2006: Na dobre i na złe jako Grzelak, sąsiad Pawicy
- 1997–2006: Klan jako hydraulik
- 1992: Żegnaj, Rockefeller jako Słowik, właściciel zajazdu
- 1991: Kuchnia polska jako strażnik w więzieniu
- 1977: Noce i dnie jako Tomasz Niechcic, syn Barbary i Bogumiła

### Dubbing
- 1995: Muzzy (wersja esperancka)
- 1988–1993: Hrabia Kaczula
- 1961–1962: Kocia ferajna